# Starland Vocal Band
Starland Vocal Band war eine US-amerikanische Popband. Ihr größter Erfolg war 1976 der Song Afternoon Delight. 
Zu den Gründern der Gruppe gehörte das Ehepaar Bill Danoff und Taffy Nivert, das zunächst als Duo auftrat. Zusammen schrieben sie Anfang der 1970er I Guess He'd Rather Be in Colorado und gemeinsam mit John Denver Take Me Home, Country Roads, mit denen dieser große Erfolge erzielen konnte.

## Werdegang
Das Ehepaar Danoff und Nivert trat zunächst als Duo auf. Sie nahmen zwischen 1969 und 1974 zwei Alben als Fat City (Reincarnation, Welcome to Fat City) und zwei weitere als Bill & Taffy (Pass It On, Aces) auf.
1974 gründeten sie zusammen mit der Sängerin Margot Chapman und dem Klavierspieler und Sänger Jon Carroll die Starland Vocal Band. Auf ihrem Debütalbum Starland Vocal Band (1976) war das Lied Afternoon Delight enthalten, das sich in den USA zwei Wochen auf Platz eins der Billboard Hot 100 hielt. Die Gruppe wurde für vier Grammys nominiert und war in zwei Kategorien erfolgreich: Best Arrangement for Voices und Best New Artist. Das zweite Album Rear View Mirror (1977) war vergleichsweise erfolglos.
Die Bandmitglieder moderierten im Sommer 1977 die Varietésendung The Starland Vocal Band Show, die sechs Wochen lang bei CBS lief. Darin traten neben dem damals noch unbekannten David Letterman u. a. die Comedians Mark Russell, Jeff Altman und Proctor and Bergman auf.
Die Gruppe brach 1980 auseinander, nachdem sie nicht mehr an ihren früheren Erfolg anknüpfen konnte. Danoff und Nivert ließen sich kurz darauf scheiden. Jedes der Bandmitglieder hat eine Solokarriere gestartet.
In der Simpsonsfolge Zu Ehren von Murphy hat Homer Simpson ein Herz mit dem Namen der Band auf dem Arm tätowiert.

## Diskografie

### Studioalben
| Jahr | Titel               | Höchstplatzierung, Gesamtwochen, AuszeichnungChartplatzierungen (Jahr, Titel, Platzierungen, Wochen, Auszeichnungen, Anmerkungen) | Höchstplatzierung, Gesamtwochen, AuszeichnungChartplatzierungen (Jahr, Titel, Platzierungen, Wochen, Auszeichnungen, Anmerkungen) | Anmerkungen                |
| Jahr | Titel               | UK | US | Anmerkungen                |
| ---- | ------------------- | --- | --- | -------------------------- |
| 1976 | Starland Vocal Band | — | US20 (25 Wo.)US | Erstveröffentlichung: 1976 |
| 1977 | Rear View Mirror    | — | US104 (13 Wo.)US | Erstveröffentlichung: 1977 |

Weitere Alben
- 1978: Late Nite Radio
- 1980: 4 X 4
- 1980: Christmas at Home

### Singles
| Jahr | Titel Album                                    | Höchstplatzierung, Gesamtwochen, AuszeichnungChartplatzierungen (Jahr, Titel, Album, Platzierungen, Wochen, Auszeichnungen, Anmerkungen) | Höchstplatzierung, Gesamtwochen, AuszeichnungChartplatzierungen (Jahr, Titel, Album, Platzierungen, Wochen, Auszeichnungen, Anmerkungen) | Anmerkungen                         |
| Jahr | Titel Album                                    | UK | US | Anmerkungen                         |
| ---- | ---------------------------------------------- | --- | --- | ----------------------------------- |
| 1976 | Afternoon Delight Starland Vocal Band          | UK18 (10 Wo.)UK | US1 Gold · (20 Wo.)US | Erstveröffentlichung: April 1976    |
| 1976 | California Day Starland Vocal Band             | — | US66 (3 Wo.)US | Erstveröffentlichung: Oktober 1976  |
| 1976 | Hail! Hail! Rock and Roll! Starland Vocal Band | — | US71 (6 Wo.)US | Erstveröffentlichung: Dezember 1976 |
| 1980 | Loving You with My Eyes 4 X 4                  | — | US71 (6 Wo.)US | Erstveröffentlichung: Februar 1980  |

## Auszeichnungen für Musikverkäufe
| Goldene Schallplatte - Kanada - 1976: für die Single Afternoon Delight |

Anmerkung: Auszeichnungen in Ländern aus den Charttabellen bzw. Chartboxen sind in ebendiesen zu finden.
| Land/RegionAuszeichnungen für Musikverkäufe (Land/Region, Auszeichnungen, Verkäufe, Quellen) | Gold     | Platin | Verkäufe  | Quellen         |
| -------------------------------------------------------------------------------------------- | -------- | ------ | --------- | --------------- |
| Kanada (MC)                                                                                  | Gold1    | —      | 50.000    | musiccanada.com |
| Vereinigte Staaten (RIAA)                                                                    | Gold1    | —      | 1.000.000 | riaa.com        |
| Insgesamt                                                                                    | 2× Gold2 | —      |           |                 |